# Amaranta Fernández Navarro
Amaranta Fernández Navarro (* 11. August 1983 in Mataró) ist eine spanische Volleyball- und Beachvolleyballspielerin.

## Karriere

### Hallen-Volleyball
Fernández begann ihre Karriere 2002 bei Universidad Burgos. 2004 wechselte sie zu CV Albacete und 2006 zu CAV Murcia 2005. In ihrer ersten Saison in Murcia gewann die Mittelblockerin mit dem Verein die nationale Meisterschaft und mit einem Finalsieg gegen VK ZSKA Moskau den Top Teams Cup. In der Saison 2007/08 gelang dem Verein die Titelverteidigung in der Meisterschaft sowie der Erfolg im nationalen Pokal. Fernández ging anschließend nach Italien, wo sie jeweils ein Jahr bei Santeramo Sport und Volley Pavia aktiv war. Mit der spanischen Nationalmannschaft nahm sie an der Europameisterschaft 2009 in Polen teil, bei der Spanien die zweite Gruppenphase erreichte. Von 2010 bis 2012 spielte Fernández beim polnischen Erstligisten Atom Trefl Sopot. Danach kehrte sie nach Italien zurück und spielte für den Chieri Volley Club.

### Beachvolleyball
Fernández spielte 2012 mit Diana Castaño beim CEV-Masters in Baden und beim Satellite-Turnier in Vaduz erstmals im Sand. Im folgenden Jahr wollte sie eigentlich ihre aktive Karriere als Profisportlerin beenden, nahm dann jedoch eine Anfrage von Ester Ribera Boter an. Beim Satellite-Turnier in Antalya und beim Baden Masters belegten Fernández/Ribera jeweils den 17. Platz. Nach einem nationalen Turniersieg auf Ibiza und einem 25. Rang in Montpellier (Satellite) erreichten sie das Finale in Vaduz. In Stare Jabłonki spielten sie ihren ersten Grand Slam auf der FIVB World Tour. Nach einem neunten Platz beim Satellite-Turnier in Stuttgart folgten der nächste Grand Slam in São Paulo und die Xiamen Open. 2015 absolvierten sie nach den Open-Turnieren in Luzern und Prag zwei Turniere der WEVZA-Serie (Western European Volleyball Zonal Association) in Barcelona und Senigallia. Außerdem traten sie bei den ersten Europaspielen in Baku an, wo sie Neunte wurden. Danach waren sie bei CEV-Turnieren in Biel/Bienne und Timișoara aktiv und schieden bei ihrem einzigen Grand Slam des Jahres in Long Beach früh aus. Nach einem 17. Platz bei den Sotschi Open erreichten sie bei den Xiamen Open den neunten Rang.
Beim gleichen Turnier kamen Fernández/Ribera zum Auftakt der World Tour 2016 nur zu einem zweistelligen Ergebnis, ebenso wie bei den nächsten drei Open-Turnieren, wobei ein 17. Platz in Antalya das beste Resultat war. Nach dem Major in Hamburg wurden sie beim Satellite-Turnier in Vilnius Dritte. Außerdem spielten sie den Grand Slam in Olsztyn und das Klagenfurt Major, ehe sie beim Grand Slam in Long Beach wieder auf den 17. Rang kamen.
Auf der World Tour bildete Fernández ein neues Duo mit Ángela Lobato Herrero, mit der sie erstmals beim Fünf-Sterne in Fort Lauderdale antrat. In Xiamen erreichten Fernández/Lobato den 17. Platz, ehe es in Moskau (jeweils drei Sterne) wieder schlechter lief. Beim Fünf-Sterne-Turnier in Gstaad trat Fernández mit der zweimaligen Olympiateilnehmerin Elsa Baquerizo Macmillan an. Das CEV-Masters in Alanya absolvierte sie wiederum mit Lobato (neunter Rang), das FIVB-Turnier in Olsztyn hingegen erneut mit Baquerizo. Da Lobato wegen einer Verletzung am Knöchel ausfiel, traten Baquerizo/Fernández auch zusammen bei der Weltmeisterschaft in Wien an. Hier erreichten sie als Gruppenzweite die Hauptrunde, in der sie gegen die US-Amerikanerinnen Hughes/Claes ausschieden.